# Erste Deutsche Nordpolar-Expedition

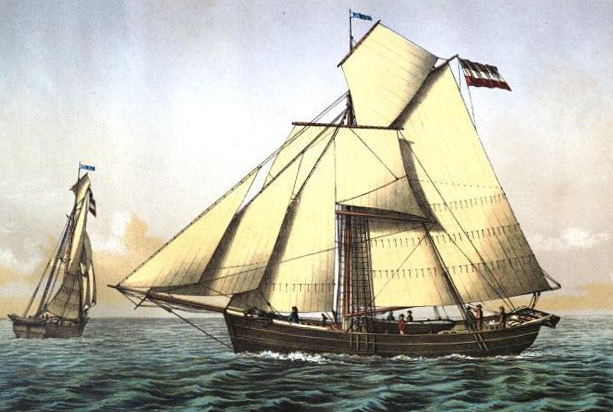
Das Expeditionsschiff Grönland

Als Erste Deutsche Arktisexpedition wird die von August Petermann inspirierte Forschungsreise von 1868 bezeichnet, die unter Kapitän Carl Koldewey die Ostküste Grönlands entlang und schließlich nach Spitzbergen bis in die Hinlopenstraße führte. Ihr Ziel war die Vorbereitung einer größeren Expedition durch die Erkundung eines möglichen Seeweges ins Nordpolarmeer.

## Vorgeschichte

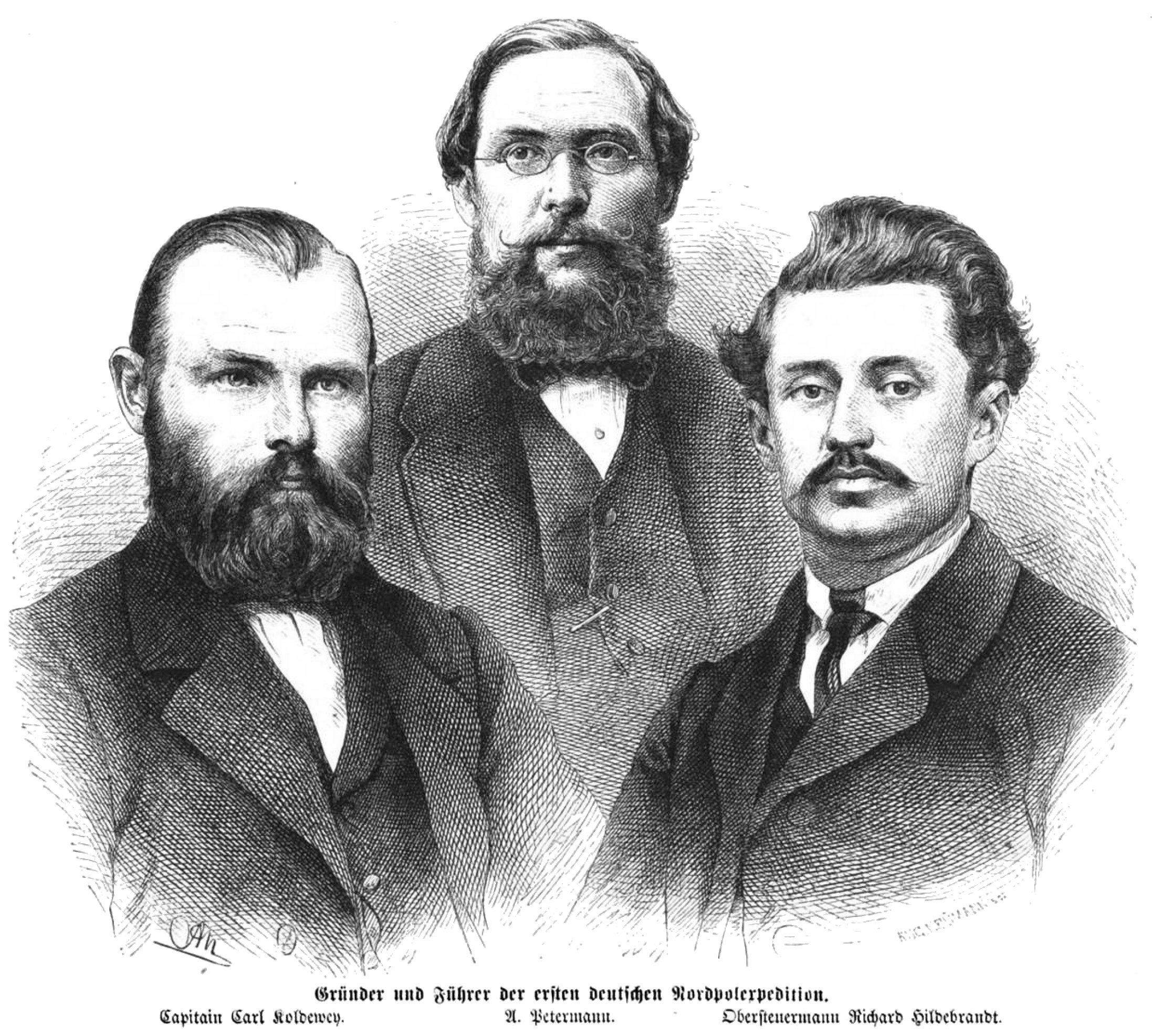
Die Expeditionsleitung. Von links nach rechts: Carl Koldewey, August Petermann und Richard Hildebrandt (1868).

Der Geograf August Petermann hatte sich seit Beginn der 1850er Jahre – angeregt durch die Suche nach der verschollenen Franklin-Expedition – mit der Polarforschung befasst. Als 1865 eine britische Expedition zum Nordpol als kombinierte Schiffs- und Schlittenreise durch den Smithsund diskutiert wurde, mischte Petermann sich vehement in die Diskussion ein. Er war ein Anhänger der Theorie vom eisfreien Nordpolarmeer, das schiffbar, aber von einem Packeisgürtel versperrt sei, den man mit einem geeigneten Schiff energisch durchbrechen könne. Er schlug eine reine Schiffsexpedition vor, die entlang der Ostküste Grönlands nach Norden führen sollte. Petermanns Vorschläge wurden in der Royal Geographic Society ausführlich diskutiert, fanden aber keine Mehrheit. Auch die Expedition selbst fand zunächst nicht statt.
Zur Bestätigung seiner Theorien suchte Petermann nun Hilfe in Deutschland, das sich an der internationalen Polarforschung bis dahin noch nicht beteiligt hatte. Es gelang ihm die Unterstützung von Otto Volger und Bernhard von Wüllerstorf-Urbair, der 1857 die Novara-Expedition geleitet hatte, zu gewinnen. Volger berief unter dem Dach des Freien Deutschen Hochstifts eine geografische Versammlung ein, die am 23. Juli 1865 in Frankfurt am Main zusammenkam. Die Versammlung, an der 71 Geografen aus den deutschsprachigen Ländern Mitteleuropas und interessierte Laien aus der Umgebung Frankfurts teilnahmen, stimmte einer Fahrt im Folgejahr grundsätzlich zu. Dazu wurde ein Ausführungs-Comité gebildet, das mit Wüllerstorf, Volger, Hochstetter, G. Godeffroy, Hertz, Schaub, Neumayer, Freeden u. a. besetzt war. Petermann war das zu wenig – er setzte einen Preis für denjenigen Kapitän aus, der noch 1865 eine Pionierfahrt in die Region zwischen Spitzbergen und Nowaja Semlja zur Untersuchung der Strömungsverhältnisse unternähme. Eine Fahrt mit der in England gecharterten Queen of the Isles scheiterte schon neun Stunden nach Verlassen des Hamburger Hafens an einem Maschinenschaden.
1866 favorisierte Petermann eine staatlich finanzierte gemeinsame Fahrt eines preußischen und eines österreichischen Schiffs. Durch den Ausbruch des Deutschen Kriegs scheiterte dieser Plan. Die Initiative für eine deutsche Nordfahrt ging jetzt auf Bremer Persönlichkeiten über. Arthur Breusing, der Direktor der dortigen Steuermannsschule, schlug seinen Schüler Carl Koldewey als Steuermann unter dem österreichischen Schiffsleutnant Carl Weyprecht vor. Nachdem vor allem Petermann und Koldewey die Mittel für die Expedition eingeworben hatten und Weyprecht krankheitsbedingt nicht zur Verfügung stand, wurde Koldewey die Leitung der Forschungsfahrt für 1868 übertragen.

## Expeditionsziel
Petermann übergab Koldewey am 19. Mai 1868 eine aus 38 Paragraphen bestehende „Instruktion für den Oberbefehlshaber der Expedition“. Dieser sollte mit dem Schiff entlang der Ostküste Grönlands nach Norden vordringen. Dabei sollte eine möglichst hohe Breite erreicht und festgestellt werden, wie weit nach Norden sich Grönland erstreckt. Mit einer genauen Untersuchung und Kartierung der Küste sollte die Expedition sich nicht aufhalten. Diese Aufgabe sollte einer zweiten Expedition überlassen werden, die für das kommende Jahr geplant war. Sollte die Küste Grönlands nicht erreicht werden können, sollte Koldewey versuchen, die Insel „Gillis-Land“ (Kvitøya) zu erreichen, die sich nordöstlich von Spitzbergen befinden sollte, ohne dass ihre genaue Position bekannt war.

## Vorbereitungen
Koldewey traf am 9. April 1868 in Bergen ein und fand noch am selben Tag ein geeignetes Schiff, das er kaufte. Es handelte sich um die ein Jahr zuvor in Norwegen gebaute Grönland, einen einmastigen Frachtsegler mit Gaffelgroßsegel und zwei zusätzlichen Rahsegeln. Koldewey ließ das Vorschiff gegen Eis verstärken und den Mast sowie die Takelage ersetzen. Während das knapp 30 Meter lange und sechs Meter breite Schiff umgebaut wurde, kümmerte sich Koldewey um die Proviantbestellung, während seine Steuerleute in Deutschland die Mannschaft zusammenstellten. Anfang Mai, als das Schiff die Werft verlassen konnte, trafen die restlichen Besatzungsmitglieder ein und brachten die nautischen und wissenschaftlichen Instrumente mit.

## Expeditionsteilnehmer

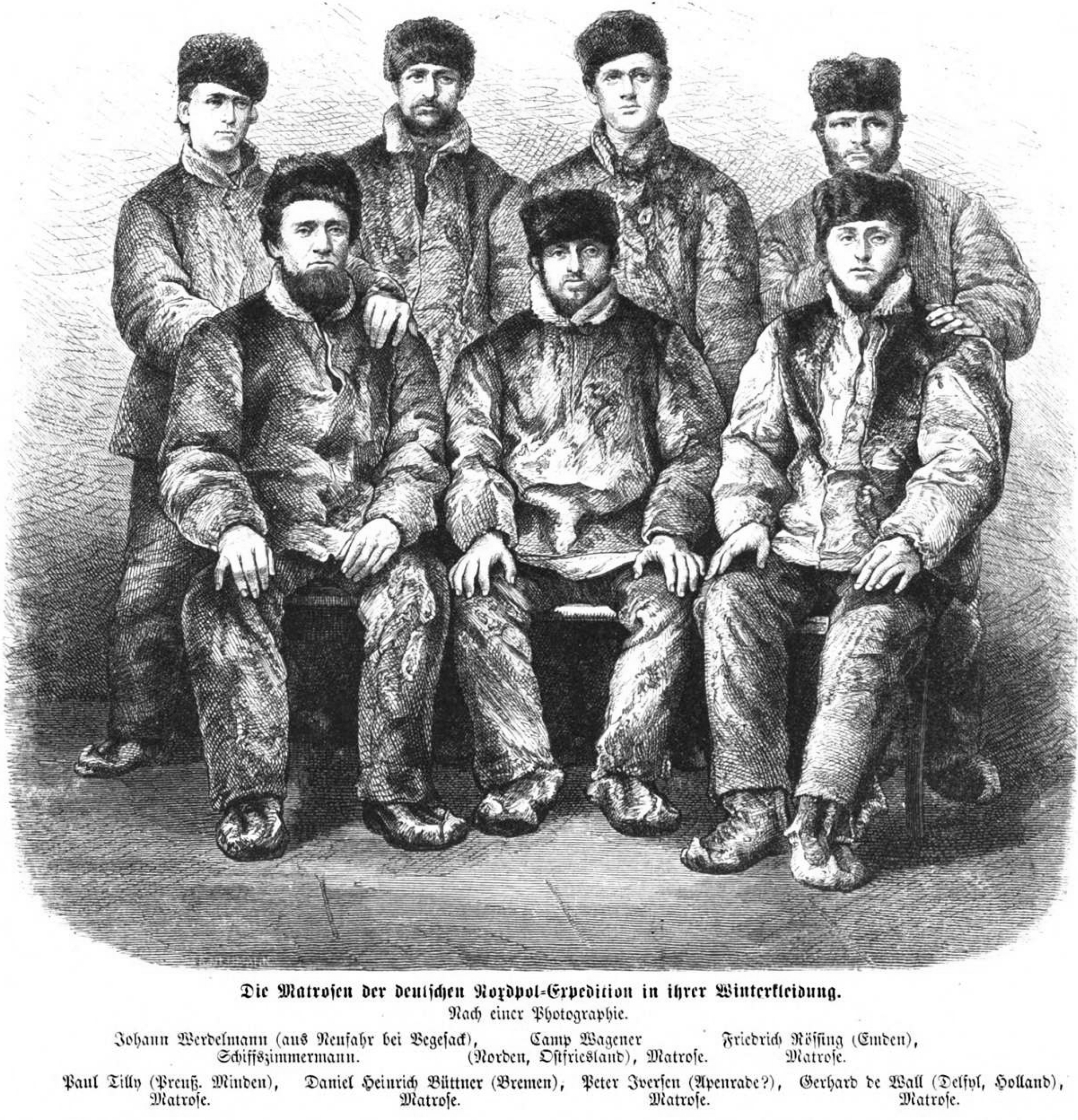
Die Matrosen der Arktisexpedition in Winterkleidung (1868).

Expeditionsleiter und Kapitän der Grönland war Carl Koldewey. Als Erster Steuermann wurde Richard Hildebrandt verpflichtet, als Zweiter Steuermann Heinrich Sengstacke (1824–1917), beide ebenfalls Schüler Breusings. Die Besatzung bestand aus den Matrosen Johann Werdelmann, Camp Wagener, Paul Tilly, Daniel Heinrich Büttner, Hans Peter Iversen, Albert Konrad Olsen, Nils Peter Erikson Lian und Gerhard J. de Wall sowie dem Koch Friedrich Rössing. Wissenschaftler waren nicht an Bord.

## Verlauf

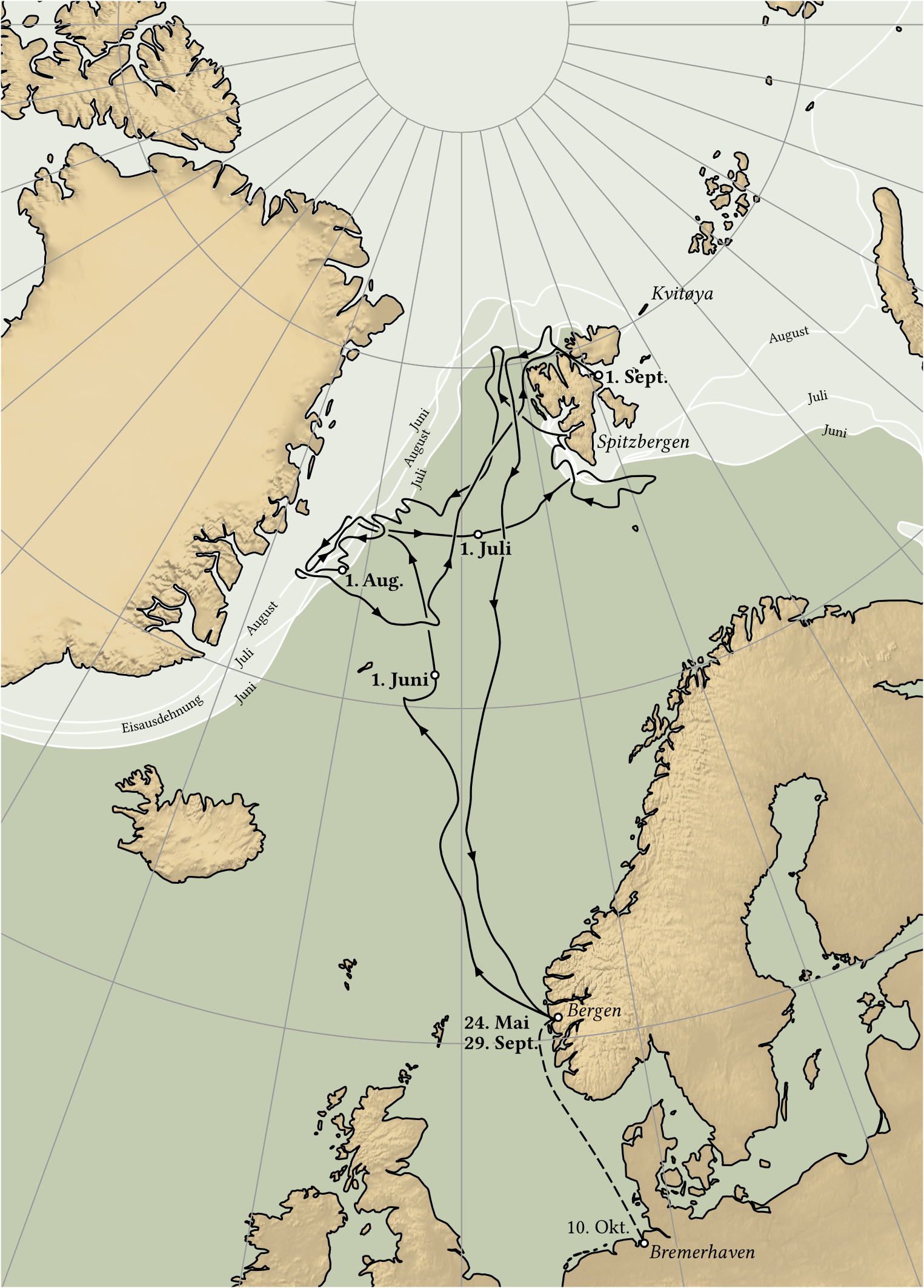
Route der Ersten Deutschen Nordpolar-Expedition

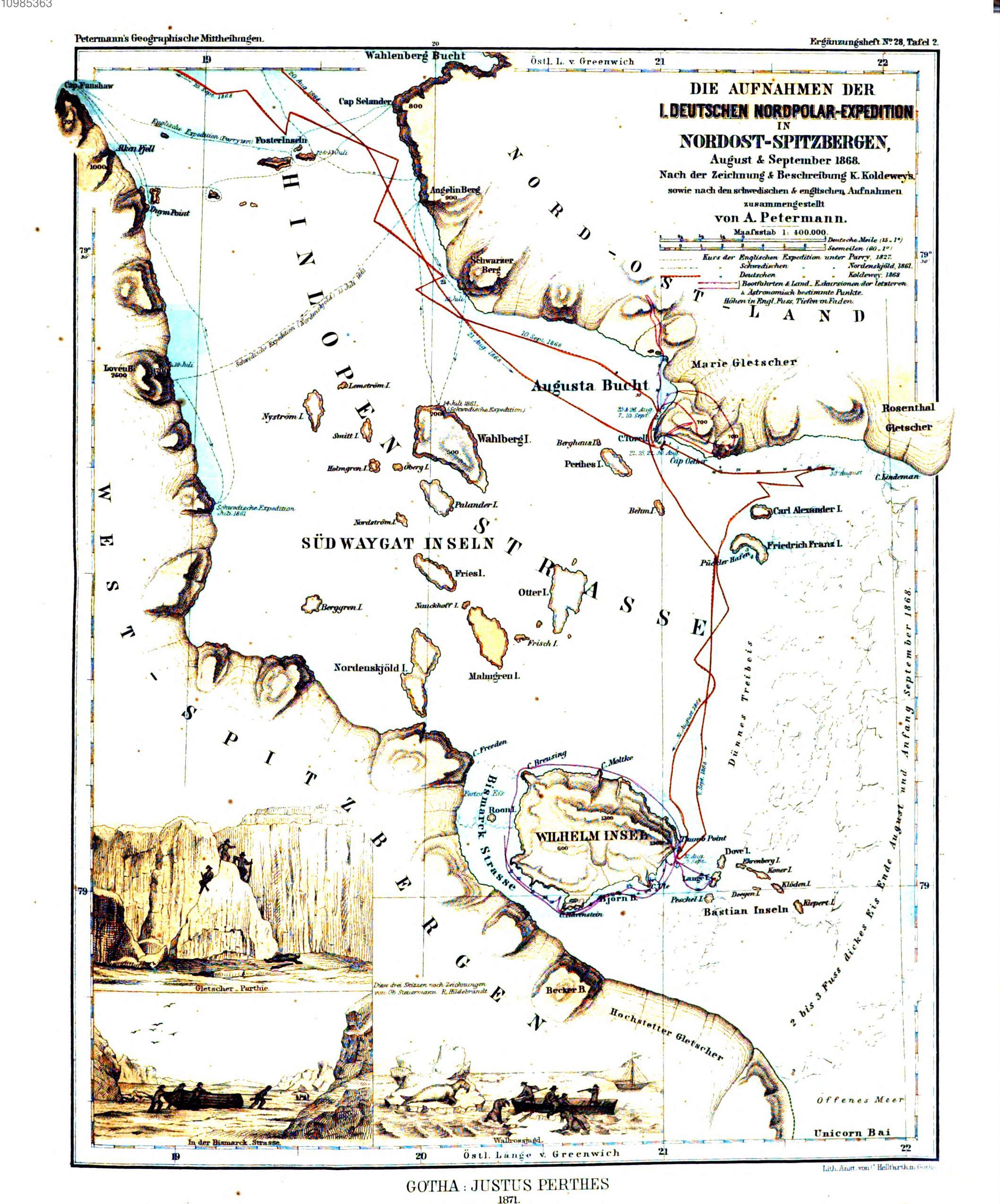
Letzter Teil der Route in der südlichen Hinlopenstraße

Am 24. Mai 1868 stach die Expedition von Bergen aus in See. Am 4. Juni erreichte das Schiff die ersten Eisfelder bei 74° 52′ nördlicher Breite und 6° 7′ westlicher Länge und nahm weiter Kurs auf Grönlands Ostküste, steckte jedoch bereits am 9. Juni im Packeis fest. Die Grönland trieb nun zwei Wochen lang mit der Strömung nach Süden, ohne sich der grönländischen Küste nähern zu können. Nach dem Freikommen segelte Koldewey an der Eiskante entlang wieder nach Nordosten. Da er kein Durchkommen sah, nahm er entsprechend den Weisungen Petermanns Kurs auf Spitzbergen, um dort nach „Gillis-Land“ zu suchen. Bei dem Versuch, Spitzbergen südlich zu umfahren und damit in unbekanntes Gebiet vorzudringen, stieß Koldewey erneut auf festes Packeis und musste auch diesen Versuch aufgeben. Er steuerte die Grönland in den Bellsund im Südwesten Spitzbergens und ging hier am 13. Juli vor Anker. Nachdem frisches Trinkwasser an Bord geholt worden war, wurde der Versuch unternommen, Spitzbergen im Norden zu passieren, was ebenfalls misslang, da das Schiff bei 80° 30′ vom Eis eingekesselt wurde und nur mit Mühe nach Süden entkommen konnte. Daher wagte Koldewey einen zweiten Vorstoß Richtung Grönlands Ostküste, kam aufgrund des Eises der Küste jedoch nur auf 50 Seemeilen nahe. Abermals wandte er sich nun nach Spitzbergen, wo es gelang, von Norden in die eisfreie Hinlopenstraße einzufahren. Vom 21. August bis zum 10. September hielt sich die Expedition vor dem südlichen Ausgang der Meerenge auf, die allerdings von festem Eis verschlossen blieb. Koldewey nutzte die Zeit, um die südliche Hinlopenstraße um Wilhelmøya zu kartieren und eine Reihe von geographischen Namen zu vergeben. Beim Verlassen der Straße nach Norden erreichte die Grönland am 13. September ihre höchste nördliche Breite mit 81° 4′ 30″.
Am 30. September kehrte die Expedition nach Bergen zurück, am 10. Oktober trafen ihre Teilnehmer wohlbehalten in Bremerhaven ein.

## Ergebnisse
Koldewey selbst bezeichnete die Fahrt bezüglich des Erreichens ihrer Hauptziele als „eine unglückliche, gänzlich misslungene“, weist aber darauf hin, dass sie keineswegs ohne Resultate geblieben ist. Er konnte nicht wissen, dass die Vorstellung, an der Ostküste Grönlands weit in den Norden vordringen zu können, auf unrealistischen Annahmen Petermanns beruhte. Dass „Gillis-Land“ nicht erreicht werden konnte, war den ungünstigen Eisverhältnissen des Sommers 1868 geschuldet.
Die Expedition kehrte mit umfangreichen meteorologischen, ozeanografischen und erdmagnetischen Daten zurück. Im Einzelnen wurden 54 Tagesmittelwerte der Strömungsgeschwindigkeit (besonders der Oberflächenströmung vor der grönländischen Küste), 39 Ergebnisse von Tiefenlotungen inklusive Bodenproben, 24 Tiefseetemperaturwerte und mehr als 50 Resultate magnetischer Messungen, insbesondere der Deklination veröffentlicht. Im vierstündigen Abstand waren nicht nur Wassertemperaturen gemessen, sondern auch meteorologische Daten erfasst worden. Auf Spitzbergen hatte die Expedition Gesteinsproben genommen und Treibholz zur näheren Untersuchung gesammelt.
Die geografischen Ergebnisse betreffen vor allem den Bereich der südlichen Hinlopenstraße. Koldewey wies nach, dass es sich bei Wilhelmøya um eine Insel und nicht – wie bis dahin angenommen – um ein Kap Westspitzbergens handelt. Sie wurde von Koldewey ebenso vermessen wie die Bastianøyane. Die Daten wurden von Petermann kartografisch verarbeitet und 1871 veröffentlicht.
Die seemännische Leistung Koldeweys ist hoch einzuschätzen. Dass die Expedition unter den herrschenden Witterungsbedingungen ohne ernsthafte Zwischenfälle durchgeführt wurde, weist ihn als einen umsichtigen Kapitän aus. Mit einer nördlichen Breite von 81° 4′ 30″, erreichte er die bis heute nördlichste nachgewiesene Position eines Segelschiffs ohne Hilfsantrieb. Die Erfahrungen, die er auf der Reise sammelte, waren von unschätzbarem Wert für die Folgeexpedition von 1869/70, die Zweite Deutsche Nordpolar-Expedition.